# Phyllodactylus tuberculosus
Phyllodactylus tuberculosus (гекон жовтогузий) — вид геконоподібних ящірок родини Phyllodactylidae. Мешкає в Мексиці і Центральній Америці.

## Підвиди
- Phyllodactylus tuberculosus ingeri Dixon, 1964 — узбережжя Белізу;
- Phyllodactylus tuberculosus tuberculosus Wiegmann, 1834 — від Юкатану до Коста-Рики

Phyllodactylus maresi і Phyllodactylus saxatilis раніше вважалися підвидами жовтогузого гекона, однак були визнані окремими видами.

## Поширення і екологія
Жовтогузі гекони мешкають на східному узбережжі мексиканського штату Кінтана-Роо, на узбережжі Белізу, в долині гватемальської річки Мотаґуа та на тихоокеанських схилах в Гватемалі, Гондурасі, Нікарагуа і Коста-Рики. Вони живуть в сухих і вологих тропічних лісах, в садах і на плантаціях, трапляються в людських поселеннях. Зустрічаються на висоті до 1300 м над рівнем моря. Ведуть переважно нічний спосіб життя, живляться комахами.